# Leopold Krese
Leopold Krese (partizansko ime Jošt, vzdevek "Groga"), slovenski partizan, komunist, politik in prvoborec, * april 1915, Straža (na Dolenjskem), † 2001, Ljubljana.
Krese je leta 1941 vstopil v NOB in KPS. Kot odposlanec se je udeležil Zbora odposlancev slovenskega naroda v Kočevju.
Njegov sin je slovenski slikar Albin (Bine) Krese.

## Napredovanja
- rezervni major JLA (?)

## Odlikovanja
- red bratstva in enotnosti II. stopnje
- red zaslug za ljudstvo III. stopnje
- red za hrabrost
- partizanska spomenica 1941